# Гоноратиан
Гоноратиан (лат. Honoratianus) — римский политический деятель середины III века.
Об этом человеке ничего неизвестно, кроме того, что он вероятно был консулом в 260 году. Консульство Гоноратиана известно лишь из надписи на алтаре из храма Победы, находившегося в Аугсбурге.